# 岩井志麻子
岩井志麻子（1964年12月5日—），是日本推理小說及戀愛小說作家。岩井志麻子於讀書時期，已經開始撰寫小說。1999年，她憑《ぼっけえ、きょうてえ》奪得日本恐怖小說大獎。翌年，她將《ぼっけえ、きょうてえ》連同另外三篇短篇小說結集成書，又贏得了山本周五郎獎。2002年，她憑《自由戀愛》獲得島清戀愛文學獎，同年她憑《岡山女人》入圍直木獎。